# Tendai
Tendai (天台宗, Tendai-shū) é uma escola japonesa de budismo maaiana, descendente da escola chinesa Tiantai, ou escola do Sutra do Lótus.
David W. Chappell indica a relevância do Tendai para o budismo universal:

Embora o Tendai (em chinês: T'ien-t'ai) tenha a reputação de ser uma denominação importante na história japonesa, e de ser a escola mais abrangente e diversificada do budismo chinês, ela é praticamente desconhecida no ocidente. Esta presença fraca está em contraste marcante com a visão do fundador do movimento na China, T'ien-t'ai Chih-i (538-597), que forneceu uma base religiosa que parecia adequada para adaptar-se a outras culturas, para desenvolver novas práticas, e para universalizar o budismo.

## História
O ensinamento Tiantai foi trazido ao Japão pela primeira vez pelo monge chinês Jianzhen (鑑眞 japonês: Ganjin) na metade do século VIII, mas não foi completamente aceito. Em 805, o monge japonês Saichō (最澄; também conhecido como Dengyō Daishi 伝教大師) voltou da China com novos textos Tiantai e fez do templo que ele havia construido no  Monte Hiei (比叡山), Enryakuji (延暦寺), um centro para estudo e prática do que veio a ser o Tendai japonês.
Filosoficamente, a escola Tendai não desviou substancialmente das crenças da escola chinesa Tiantai. Entretanto, o quê Saichō transmitiu da China não foi somente o Tiantai, mas também incluía elementos do Zen (禅, chinês tradicional: 禪), do Mikkyō esotérico (密教), e da escola Vinaya (戒律). A tendência a incluir uma série de ensinamentos tornou-se mais marcante com os sucessores de Saichō, tais como Ennin (圓仁) e Enchin (圓珍). Entretanto, em anos posteriores, esta varidade de ensinamentos começou a gerar sub-escolas dentro do budismo Tendai. Na época de Ryogen, existiam dois grupos distintos no Monte Hiei: os Sammon, ou Grupo da Montanha, os quais seguiam Ennin, e os Jimon ou Grupo do Rio, os quais seguiam Enchin.
A escola Tendai floresceu sob a patronagem da família imperial e da nobreza japonesa, particularmente do clã Fujiwara; em 794, a capital imperial foi movida para Kyoto. O Budismo Tendai tornou-se a forma dominante de Budism no Japão por muitos anos, e deu origem à maioria dos desenvolvimentos no budismo japonês posterior.  Nitiren, Hōnen, Shinran, e Dogen—todos pensadores famosos do Budismo japonês de escolas outras que a Tendai—foram inicialmente treinados como monges Tendai. O Budismo japones foi dominado pela escola Tendai num grau muito maior do que o budismo chinês havia sido pelo sua escola de origem, a Tiantai.
Devido à sua patronagem e à sua crescente popularidade nas classes superiores, a seita Tendai passou a ser não apenas respeitada, mas também poderosa politica e militarmente. Durante o período Kamakura, a escola Tendai usou sua patronagem para tentar se opor às facções rivais em ascensão — particularment à escola Nitiren, que havia começado a crescer em força entre as classes médias mercantis, e à escola Terra Pura, que eventualmente conseguiu o apoio de muitos nas classes mais pobres. Enryakuji, o templo no Monte Hiei, tornou-se um centro de poder, frequentado não apenas por monges ascetas mas também por brigadas de monges guerreiros (sohei) que lutavam pelos interesses do templo. Como resultado, em 1571 Enryakuji foi destruído por Oda Nobunaga como parte de sua campanha para unificar o Japão.  Nobunaga considerava os monges do Monte Hiei como uma ameaça ou rival em potencial, já que eles podiam empregar a religião para controlar a população. O templo foi reconstruído posteriormente e continua a funcionar como o templo chefe da escola Tendai nos dias de hoje.

## Doutrina Tendai
O budismo Tendai possui vários insights filosóficos que permitem a reconciliação da doutrina budista com aspectos da cultura japonesa tais como o Shinto e a estética tradicional. Baseia-se na ideia, fundamental para o budismo maaiana, de que a Natureza Búdica, a capacidade de atingir-se a iluminação, é intrínseca a todas as coisas. Também central ao Mahayana é a noção que o mundo fenomenológico, o mundo de nossas experiências, é fundamentalmente uma expressão da lei budista (Dharma). Esta noção traz a questão de como temos muitas experiências diferenciadas. O budismo Tendai diz que cada e todo fenômeno é uma expressão do Dharma. Para o Tendai, a mais perfeita expressão do Dharma é o Sutra do Lótus. Portanto, a natureza de todas as experiências sensoriais consiste na pregação do Buda da doutrina do Sutra do Lótus. A existência e experiência de todos os seres ainda não iluminados é fundamentalmente equivalente e indistinguível dos ensinamentos do Sutra do Lótus.

### Tendai e budismo esotérico
Uma das adaptações da escola Tendai foi a introdução do ritual esotérico (Mikkyo), que foi posteriormente denominado Taimitsu por Ennin. De acordo com a doutrin Taimitsu Tendai, os rituais esotéricos passaram a ter uma importância equivalente aos ensinamentos esotéricos do Sutra do Lótus. Desta forma, cantando Mantras, mantendo Mudras ou realizando certas meditações, consegue-se ver que as experiências sensoriais são o ensinamento do Buda e ter fé que somos inerentemente seres iluminados e podemos atingir a iluminação ainda dentro de nosso próprio corpo.
As origens do Taimitsu podem ser encontradas na China, similar à linhagem encontrada por Kukai em sua visita à China durante a dinastia Tang, e os discípulos de Saicho foram encorajados a estudar com Kukai.  Como resultado, o ritual esotérico Tendai tem muito em comum com a tradição explicitamente Vajrayana do ritual budista Shingon, embora as doutrinas possam diferir um pouco entre si.

### Tendai e Shinto
A doutrina Tendai permitiu aos budistas japoneses reconciliarem os ensinamentos budistas com a religião nativa do Japão, o Shinto, e com a estética japonesa tradicional. No caso do Shinto, a dificuldade se encontra na reconciliação do panteão celeste de deuses japoneses, bem como dos inúmeros espíritos associados com lugares, templos ou objetos, com a doutrina budista de que não se deve preocupar-se com qualquer prática religiosa além da busca da iluminação. Entretanto, monges Tendai argumentaram que os Kami são simplesmente representações da verdade universal da natureza búdica que desceram ao mundo para ajudar e ensinar a humanidade. Desta forma, eles são equivalentes a Budas. Esta doutrina, entretanto, encara os Kami como mais sagrados. Enquanto Budas representam a possibilidade de atingir-se a iluminação após muitas vidas de trabalho e devoção ao Dharma, os Kami são representações manifestas da natureza búdica universal. Portanto, eles exemplificam a verdade última de que todas as coisas são inerentemente iluminadas e que é possível para uma pessoa de faculdades religiosas suficientes alcançar a iluminação instantaneamente neste mesmo corpo. Por isto possuem natureza mais sagrada que os Budas. Os Kami que o Shinto considera violentos ou antagonistas à humanidade são considerados simplesmente seres sobrenaturais que rejeitaram a lei budista e não atingiram à iluminação.  Desta forma são violentos e maus.

### Tendai e estética japonesa
O ensinamento fundamental do budismo é o fato de que deve-se eliminar todas as amarras e desejos mundanos para obter-se a iluminação. Isto criou um conflito com a cultura de cada sociedade na qual o budismo foi introduzido. Se devemos eliminar prazeres e amarras mundanas, isto requer que flores da cultura como a poesia, a literatura e as artes visuais sejam descartadas. Ao sustentar que o mundo fenomenológico não é distinto do Dharma, a doutrina Tendai permite a reconciliação da beleza e estética com os ensinamentos budistas. A poesia, no passado uma amarra a ser descartada, agora pode até mesmo levar à iluminação. Contemplação da poesia, desde que feita no contexto da doutrina Tendai, é simplesmente a contemplação do Dharma. O mesmo pode ser dito de qualquer forma artística. Assim, é possível construir-se uma estética que não esteja em conflito com o budismo.

## Estudiosos Tendai notáveis
Na história da escola Tendai, vários monges notáveis contribuiram para o pensamento Tendai e para a administração do Monte Hiei:
- Saicho - Fundador.
- Ennin - Sucessor de Saicho, estabeleceu as práticas esotéricas ou Taimitsu, bem como a promoção do nembutsu.
- Enchin - Sucessor de Ennin, administrador notável.
- Annen - Sucessor de Enchin, pensador influente.
- Ryogen - Sucessor de Annen, político competente que ajudou a aliar a escola Tendai com o clã Fujiwara.